# Рудківський дендропарк
Рудкі́вський дендропа́рк — державний дендрологічний парк, входить до заповідного фонду України. Розташований в урочищі Журавник, що у південно-східній частині міста Рудок (Самбірський район, Львівська область), неподалік від залізничної станції «Рудки».
Площа 59 га, заснований 1962—1967 рр.
Дендропарк утворено з метою збереження, вивчення та впровадження в зелене будівництво та лісове господарство декоративних технічно цінних порід. Засновником парку був лісівник Йосип Якимович Білас. Колекція Рудківського дендропаку налічує 240 видів та форм дерев, чагарників, ліан (переважно екзотів). Хвойні включають 39 видів. З рідкісних для Львівщини тут ростуть сосна їстівна, кунінгамія ланцетна, метасеквоя китайська, туєвик струговинний. Різноманітний формовий склад туй, кипарисовиків, ялівців. З листяних порід поширені різні види магнолій, піраканта шарлахова, жимолость шапочна тощо. Родина розових у місцевому дендропарку налічує понад 55 видів. Вирощують тут породи з цінними технічними властивостями (горіхоплідні, модрини та інші) й фармацевтичними якостями (софора японська, лавровишня лікарська тощо).
У парку представлені флора Північної Америки, Європи, Західного та Східного Сибіру, Середньої Англії, Далекого Сходу, а також Японії та Китаю.
Дендропарк має наукове, господарське та ландшафтно-естетичне значення.

## Фотографії

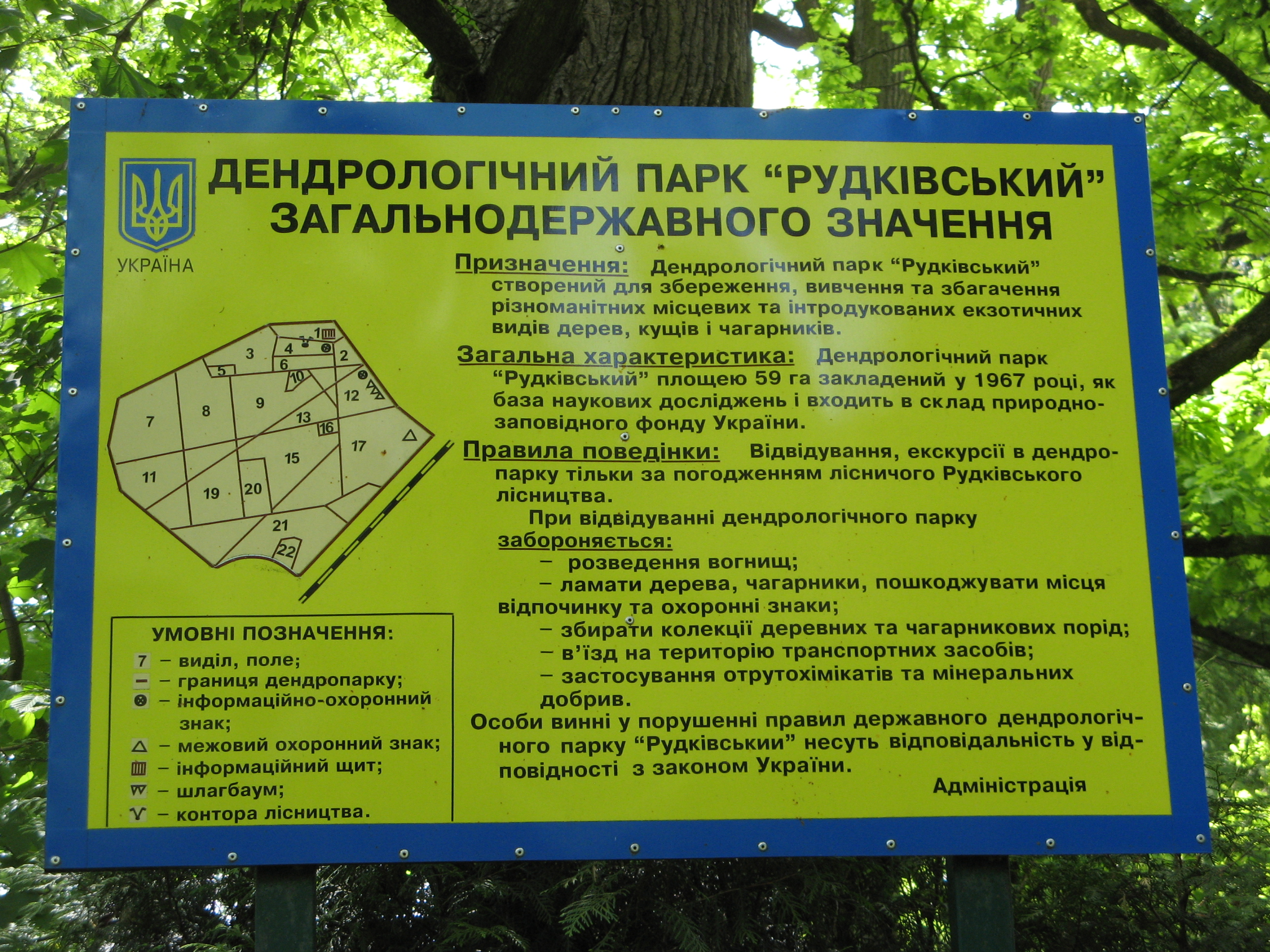
Інформаційна таблиця
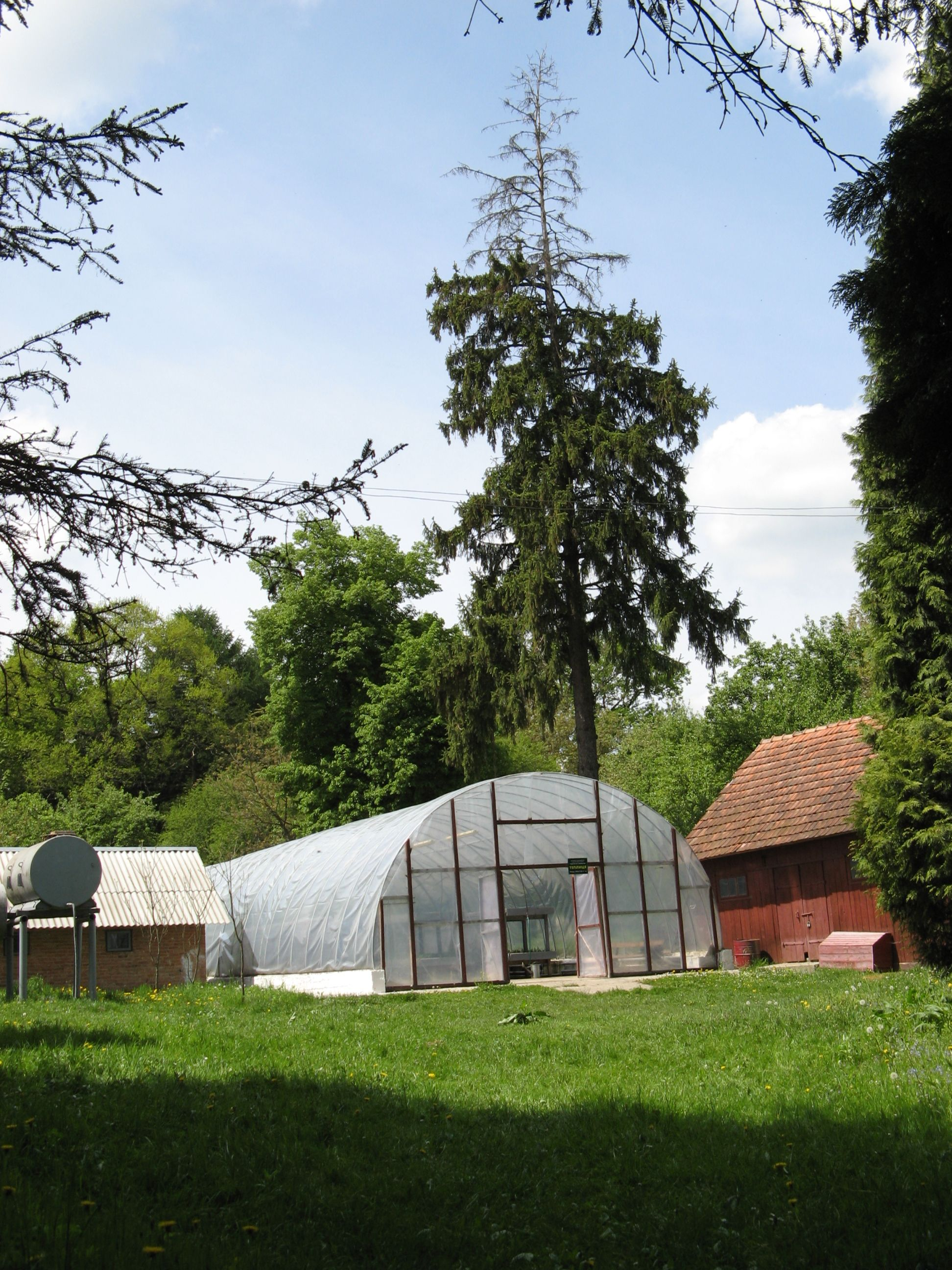
Парникове господарство
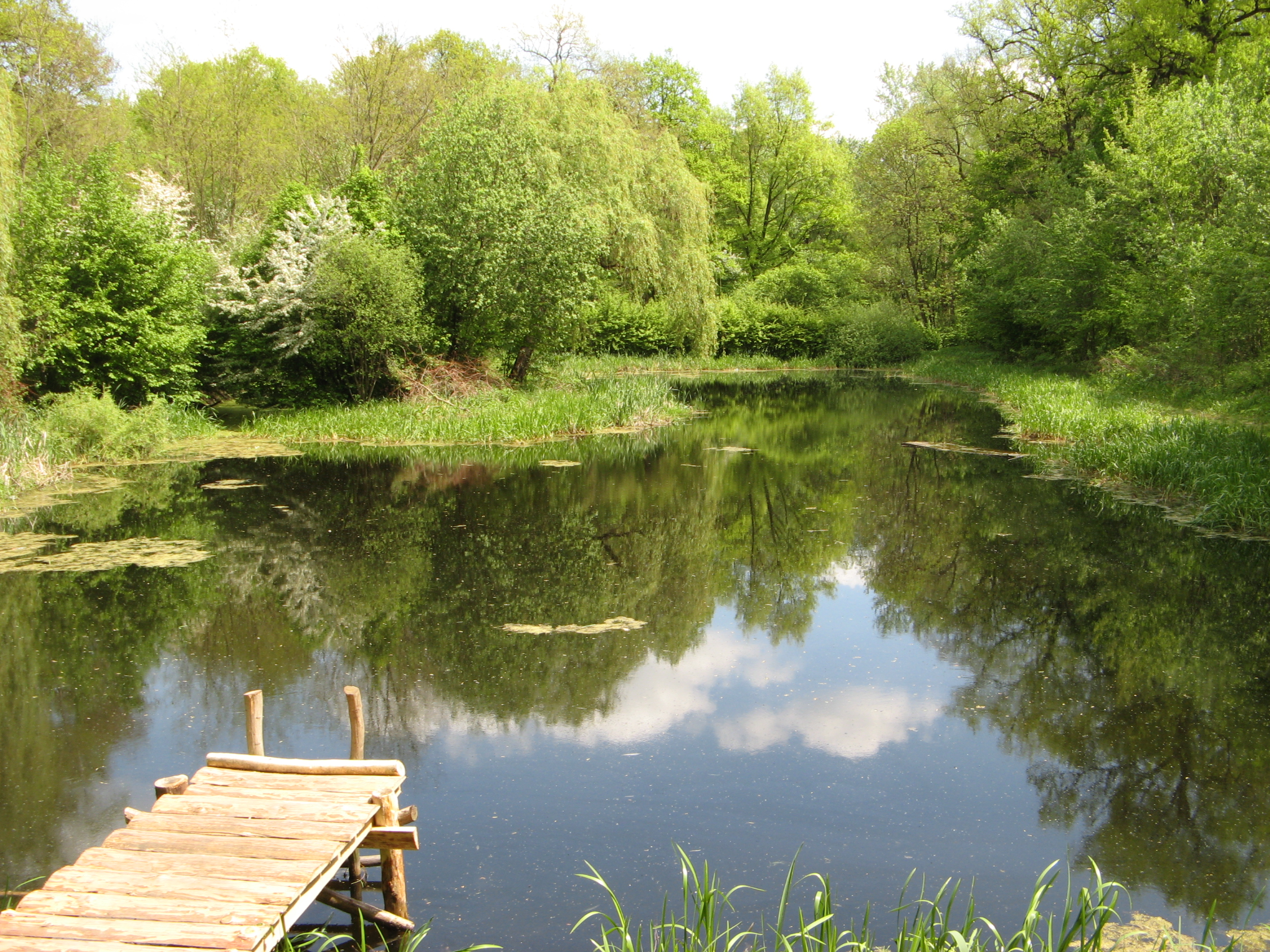
Ставок
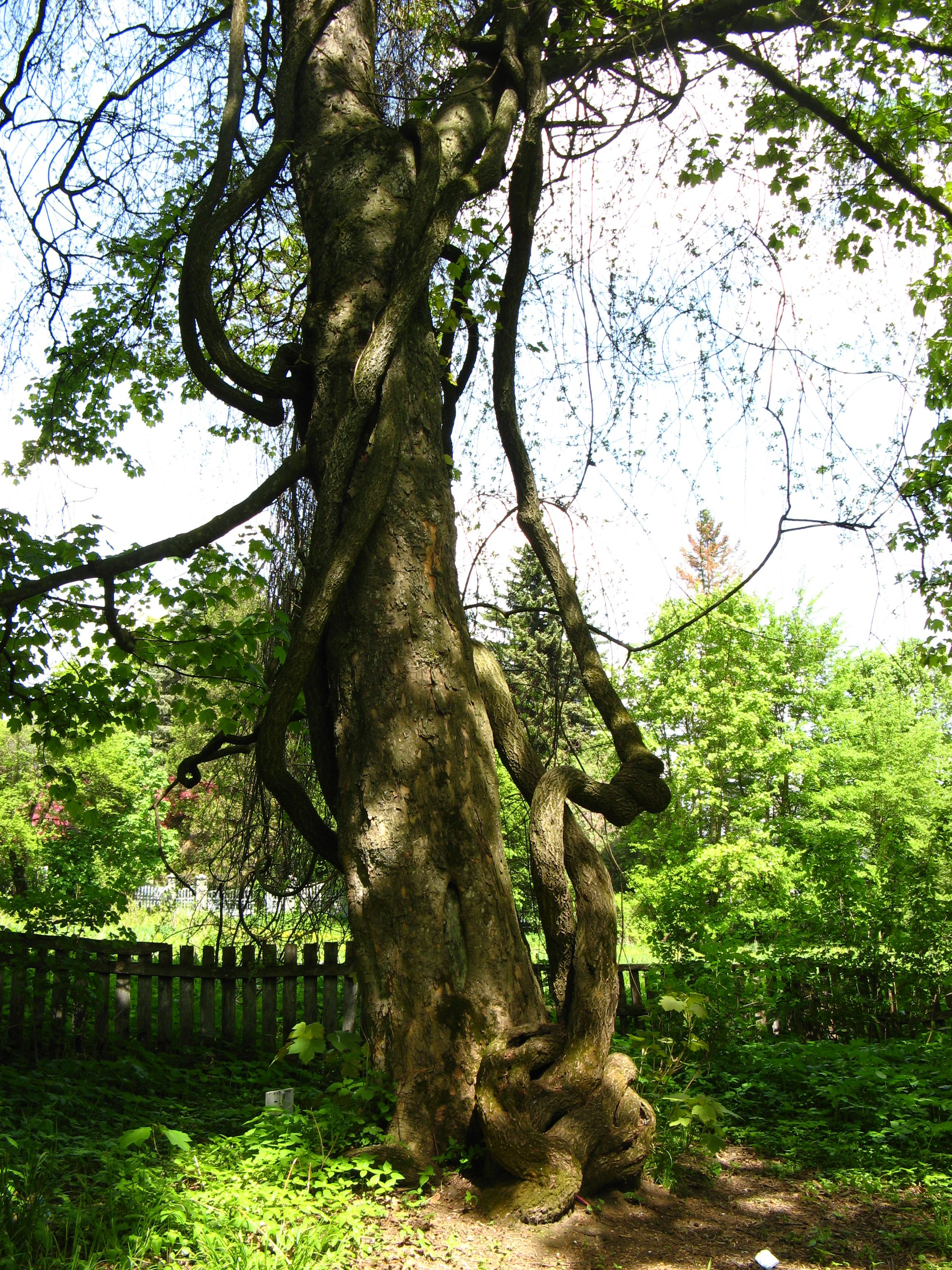
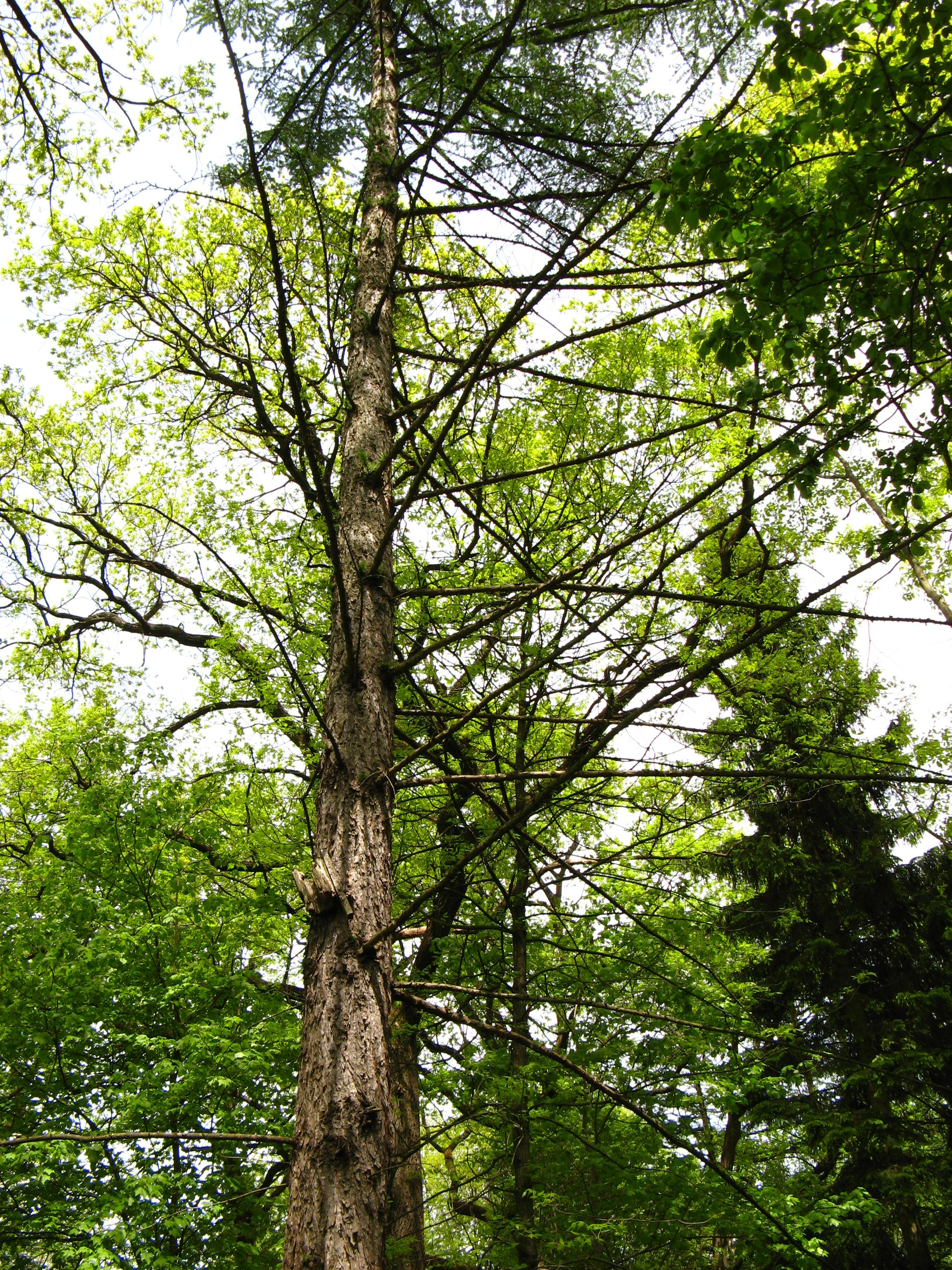
Модрина європейська
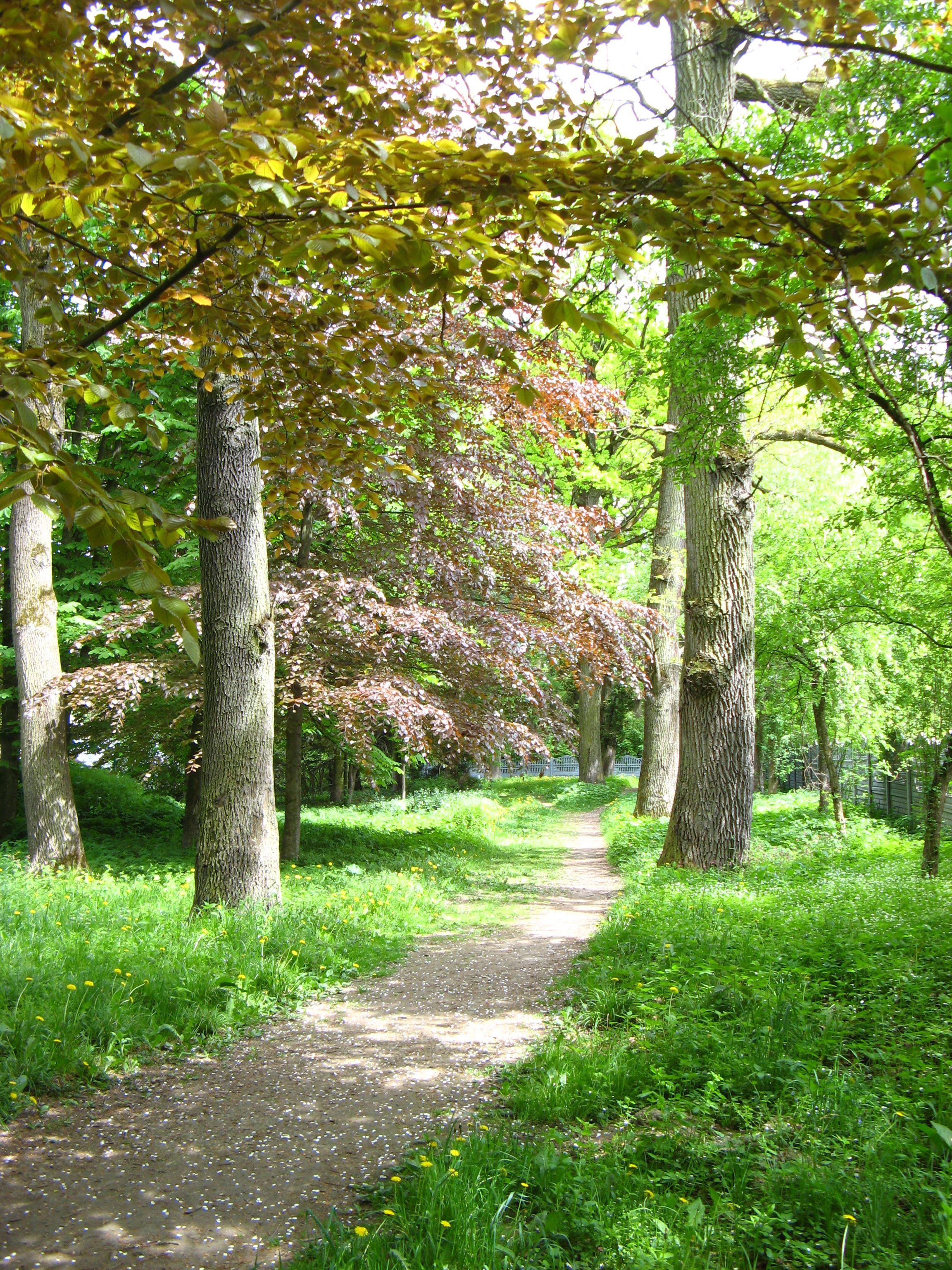
Центральна алея
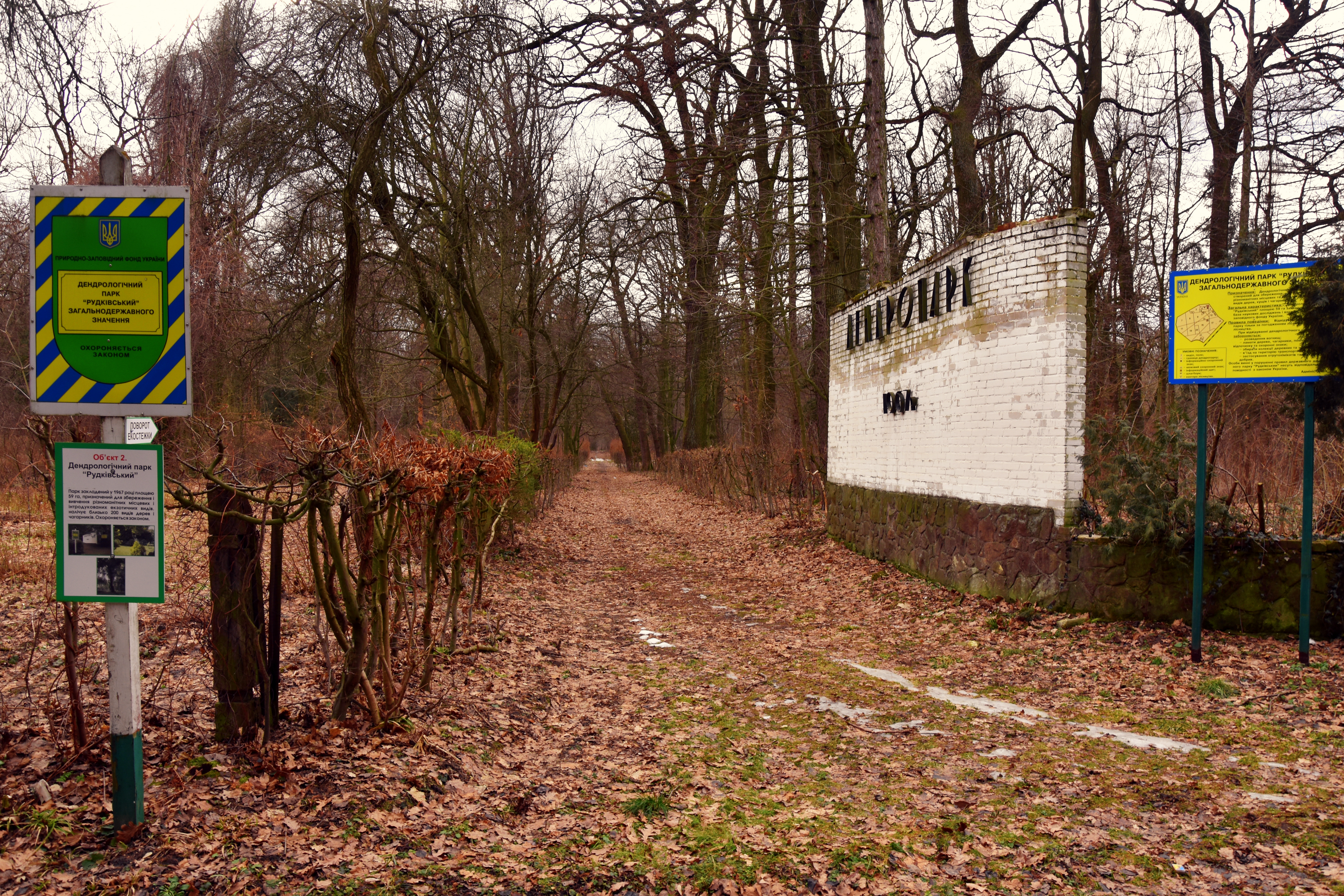
Кінець зими 2017 року